# Phytomyza pulmonariae
Phytomyza pulmonariae este o specie de muște din genul Phytomyza, familia Agromyzidae, descrisă de Nowakowski în anul 1959.
Este endemică în Polonia. Conform Catalogue of Life specia Phytomyza pulmonariae nu are subspecii cunoscute.